# Siegelbach (Thüringen)
Siegelbach is een dorp in de Duitse gemeente Arnstadt in het Ilm-Kreis in Thüringen. In 1994 werd de tot dan zelfstandige gemeente samengevoegd met Arnstadt.
Angelhausen-Oberndorf · Arnstadt · Branchewinda · Dannheim · Dosdorf · Espenfeld · Ettischleben · Görbitzhausen · Hausen · Kettmannshausen · Marlishausen · Neuroda · Reinsfeld · Roda · Rudisleben · Schmerfeld · Siegelbach · Wipfra